# Randersacker

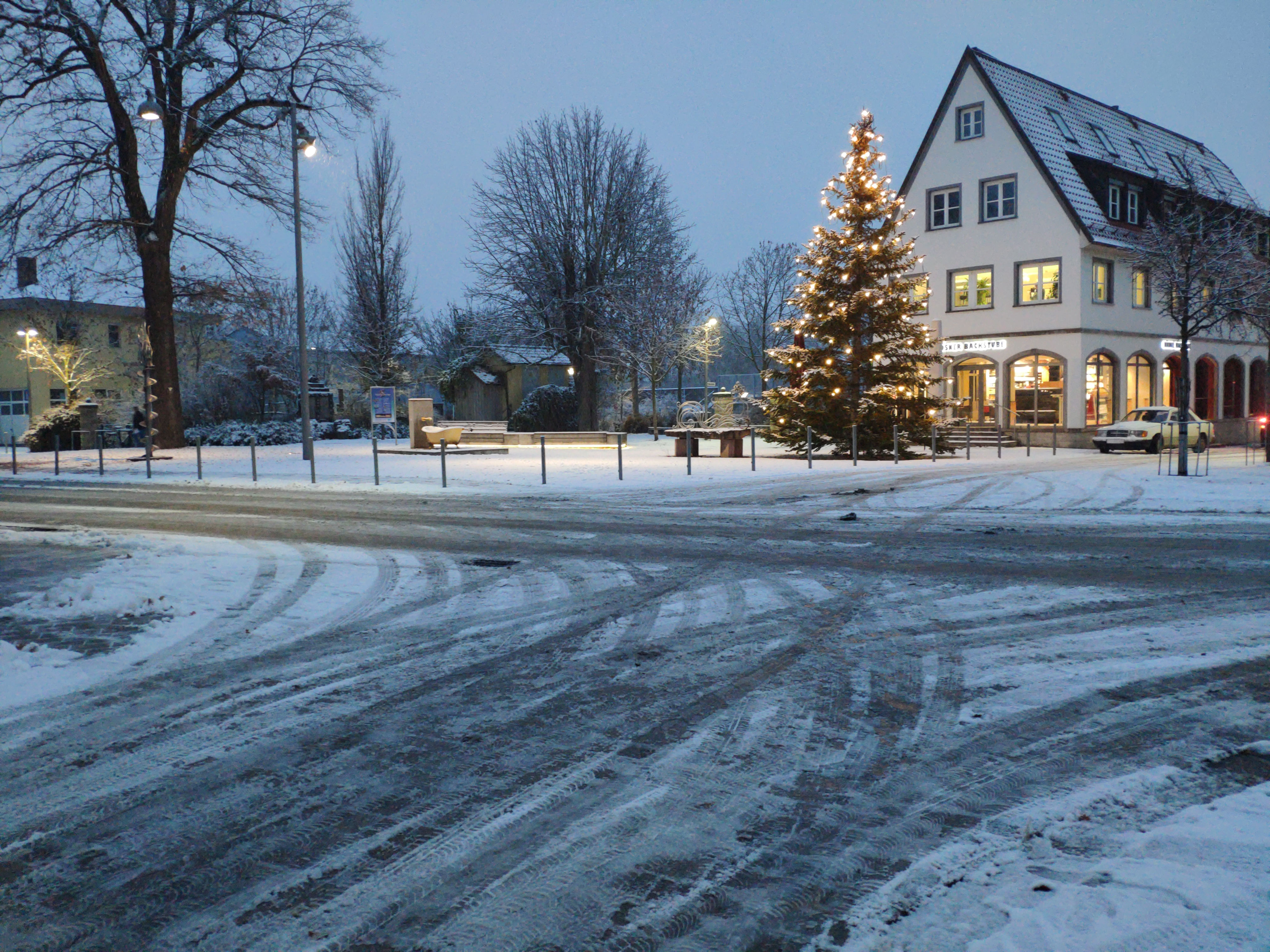
Place de Vouvray

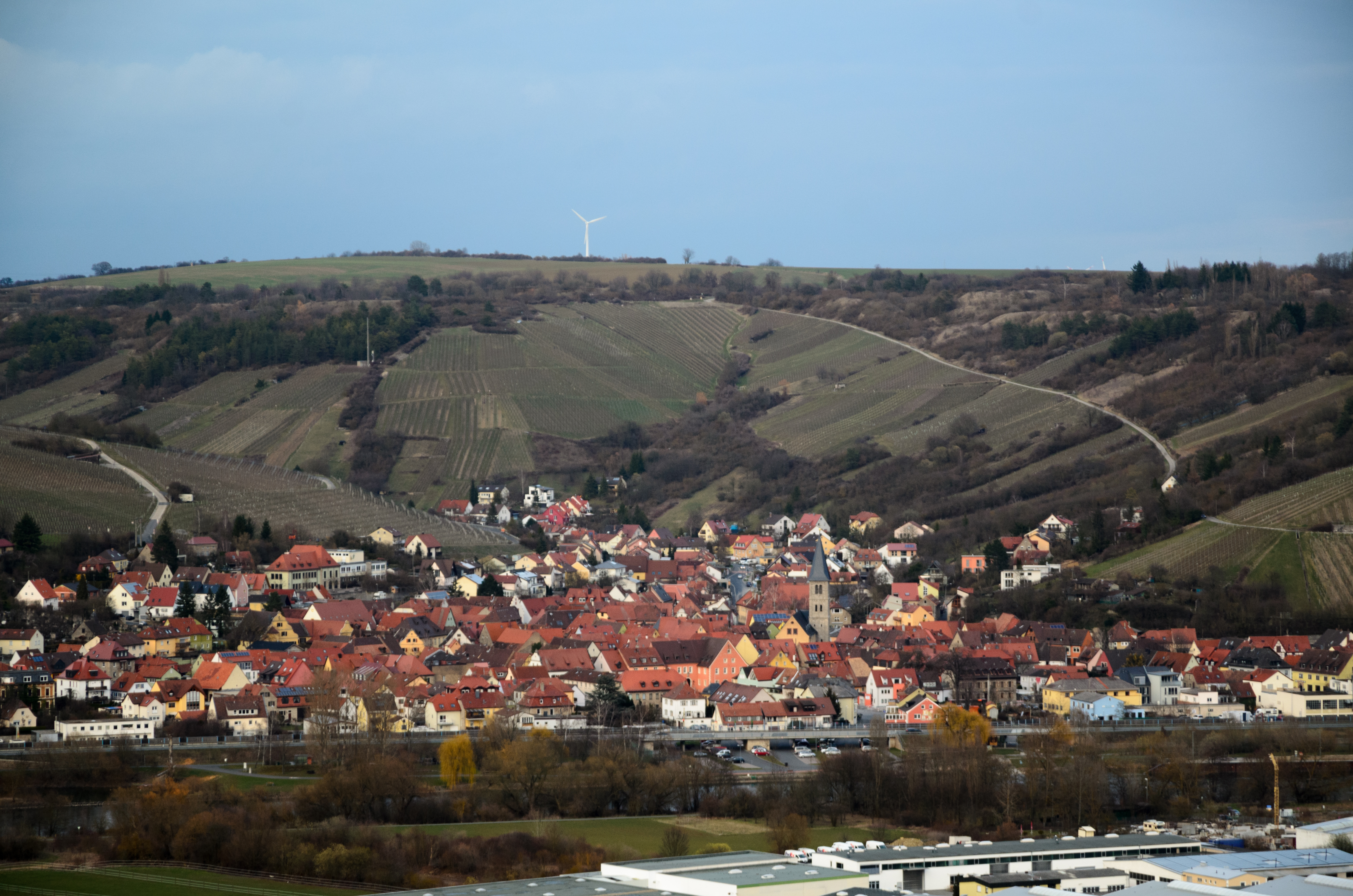
Blick auf Randersacker

Randersacker ist ein Markt im unterfränkischen Landkreis Würzburg und ein Weinort.

## Geographie

### Geografische Lage
Der Ort liegt am westlichen Maindreieck, dem sogenannten Würzburg-Ochsenfurter Maintal, und grenzt an die Würzburger Stadtteile Frauenland, Sanderau, Heidingsfeld und Heuchelhof sowie an die Gemeinden Gerbrunn, Theilheim und Eibelstadt. Randersacker ist ein bekannter fränkischer Weinort. Der Randersackerer Ortskern ist etwa vier Kilometer von der Würzburger Innenstadt entfernt.

### Gemeindegliederung
Es gibt zwei Gemeindeteile (in Klammern ist der Siedlungstyp angegeben):
- Randersacker (Hauptort)
- Lindelbach (Pfarrdorf)

Es gibt die Gemarkungen Lindelbach und Randersacker.

## Geologie
Randersacker war ehemals im Zentrum der dichtesten Steinbruchregion Europas. Der dort bis Mitte des 20. Jahrhunderts abgebaute Quaderkalk entstand vor etwa 220 Millionen Jahren als Ablagerung im Muschelkalkmeer des Trias. Durch die Auffaltung der Alpen und die Verschiebung der oberen Erdschichten wurde der verfestigte Kalk in regelmäßige Würfel und Quader zerklüftet. Praktisch auf allen Höhenzügen um Randersacker befinden sich die ehemaligen Steinbrüche. Das Naturdenkmal Steinbruch am Schlossplatz (Gemeindeteil Lindelbach) ist von ausgesucht landschaftlicher Schönheit und geologischer Attraktivität. Dort kann die Zerklüftung des Quaderkalks anhand eines überdimensionalen Schachbretts – der Lindelbacher „Urmeersohle“ – beispielhaft als bestens ablesbare geologische Störung (Flexur) besichtigt werden. Den welteinmaligen Quaderkalk – so die Geologen – gibt es nur zwischen Rothenburg ob der Tauber und Würzburg.

## Geschichte

### Bis zur Gemeindegründung
Erstmals urkundlich erwähnt wurde Randersacker im Jahr 1123, allerdings berichtet die Würzburger Markbeschreibung vom 14. Oktober 779 weitaus früher über die Grenzverhältnisse Randersackers. Darin wird ein Weingarten auf dieser Grenze genannt, so dass dies als erster Nachweis von Weinbau auf Randersackerer Gemarkung angesehen wird. Im Jahr 1979 feierte Randersacker als Weinort sein 1200-jähriges Jubiläum mit einem großen Festumzug aller Vereine, Zünfte und Kapellen.
Die Schreibung des Ortsnamens variiert in den Quellen: 1219 „villa Randersachere“, 1222 „Randesacker“, 1244 „Randesacher“, 1259 „Randersachere“, 1369 „Ransacker“, 1377 „Ranszacker“, 1440 und bis heute „Randersacker“. Im Jahr 1451 wurde Randersacker das Marktrecht verliehen. Daran erinnert der jährlich im Oktober stattfindende Fischmarkt auf dem Flecken.
Zu den kuriosesten Episoden der Ortsgeschichte gehören das 16. und 17. Jahrhundert. In dieser Zeit war der Ort konfessionell geteilt, alle Feste wurden wegen der unterschiedlichen Umstellung auf den Gregorianischen Kalender zweimal gefeiert.
Als Teil der Kellerei Eibelstadt, Randersacker und Theilheim des Hochstiftes Würzburg fiel Randersacker bei der Säkularisation 1803 an Bayern. Im Frieden von Preßburg (1805) kam es mit dem Hochstiftsgebiet an Erzherzog Ferdinand von Toskana zur Bildung des Großherzogtums Würzburg, mit dem es 1814 an Bayern zurückfiel. Im Zuge der Verwaltungsreformen in Bayern entstand mit dem Gemeindeedikt von 1818 die heutige Gemeinde.

### Eingemeindungen
Im Zuge der Gebietsreform in Bayern wurde am 1. Januar 1975 die Gemeinde Lindelbach eingegliedert.

### Einwohnerentwicklung
| Jahr      | 1950 | 1961 | 1970 | 1987 | 1991 | 1995 | 2000 | 2005 | 2010 | 2015 | 2020 |
| Einwohner | 3292 | 3259 | 3378 | 3507 | 3644 | 3580 | 3513 | 3423 | 3400 | 3403 | 3441 |

Im Zeitraum 1988 bis 2018 sank die Einwohnerzahl von 3592 auf 3387 um 205 Einwohner bzw. um 5,7 %.
Quelle: BayLfStat

## Politik

### Bürgermeister
Bürgermeister war seit der Kommunalwahl 2008 Dietmar Vogel, Unabhängige Wählergemeinschaft (UWG). In der Sitzung vom 28. Mai 2008 wurden Heiko Lörner zum Zweiten Bürgermeister und Matthias Henneberger zum Dritten Bürgermeister gewählt.
Am 1. Februar 2017 trat Dietmar Vogel von seinem Amt als Bürgermeister zurück. Er kam damit einem Amtsenthebungsverfahren zuvor, das die Landesanwaltschaft im September 2016 gegen ihn eingeleitet hatte. Vogel war zuvor wegen Untreue rechtskräftig verurteilt worden, weil er sich für nicht genommenen Urlaub 25.000 € aus der Gemeindekasse genommen hatte. Als Nachfolger wurde am 7. Mai 2017 der parteilose Michael Sedelmayer mit 69,5 % der gültigen Stimmen gewählt. Die Wahlbeteiligung lag bei 67,6 %. Sedelmayer trat das Amt am 12. Mai 2017 an, seine Amtszeit läuft bis 11. Mai 2023. Die Wiederwahl für eine zweite Wahlperiode erfolgte im März 2023, mit 94 % aller abgegebenen Stimmen.

### Marktgemeinderat
Die Gemeinderatswahl am 15. März 2020 führte bei einer Wahlbeteiligung von 68,07 % zu folgendem Ergebnis:
| Liste                          | Stimmenanteil       | Sitze | +/− |
| CSU                            | 31,74 %             | 5     | ± 0 |
| Unabhängige Wählergemeinschaft | 20,91 %             | 3     | - 2 |
| Aktive Bürgerschaft/ÖDP        | 19,94 %             | 3     | + 1 |
| Grüne                          | 15,64 %             | 3     | +3  |
| SPD                            | 11,78 %             | 2     | - 1 |
| Lindelbacher Liste             | nicht mehr beworben | 0     | -1  |

### Wappen
| Wappen Gde. Randersacker | Blasonierung: „In Rot der golden nimbierte heilige Stephan in silbernem Diakonsgewand mit der goldenen Märtyrerpalme in der rechten und drei goldenen Steinen in der linken Hand, wachsend aus einer sechseckigen silbernen Kanzel, die mit einem roten Schildchen belegt ist; darin eine silberne Weintraube.“ |
| Wappen Gde. Randersacker | Das Wappen ist durch einen Siegelabdruck aus dem Jahr 1494 belegt. |

### Gemeindefinanzen
Der Haushalt für das Jahr 2008 schloss im Verwaltungshaushalt in den Einnahmen und Ausgaben mit 4.424.872 Euro und im Vermögenshaushalt in den Einnahmen und Ausgaben mit 738.052 Euro ab.

## Gemeindepartnerschaften
Eine Gemeindepartnerschaft besteht seit dem 10. September 1992 mit der Gemeinde Vouvray im Département Indre-et-Loire in Frankreich, wie Randersacker eine Weinbaugemeinde.

## Kultur und Sehenswürdigkeiten

### Bauwerke

#### Balthasar Neumanns Gartenpavillon
Der wohlproportionierte Pavillon wurde von dem großen Barockbaumeister Johann Balthasar Neumann um 1750 errichtet. Seine private Residenz und zugleich sein kleinstes Bauwerk ist im ursprünglichen Bestand und allen historischen Schichten bis in die heutige Zeit erhalten geblieben. Mit schiefergedeckter Welscher Haube, kupfernen Firstvasen, eingezogenen Ecken und Pilasterkapitellen krönt das Gartenhäuschen die ehemalige Dorfmauer. Alle Maßverhältnisse basieren auf dem Goldenen Schnitt. Die Baumaterialien sind Würzburger Werksandstein und Randersackerer Muschelkalk.

#### Pfarrkirche Sankt Stephanus
Die spätromanische Hallenkirche erweiterte Fürstbischof Julius Echter von Mespelbrunn Ende des 16. Jahrhunderts zur dreischiffigen Basilika. Die Fassaden zeigen Stilelemente der Gotik, Renaissance, des Juliusstils und Barocks. Glanzpunkte der barocken Innenausstattung sind ein schöner Taufstein von 1605, die Urbanus-Büste (Riemenschneiderschule), Heiligenfiguren von Balth. Esterbauer, der Tabernakel von Peter Wagner und zwei Altarbilder Oswald Onghers.

#### Zehnthof
Diese Hofanlage war bis ins 19. Jahrhundert mit acht Volutengiebeln bestückt. Im Dreißigjährigen Krieg wurden die Gebäude trotz Schutzbrief der kaiserlichen Piccolomini geplündert. Aus dieser unsicheren Zeit ist ein besonderes Asylrecht überliefert. Wer den Torknauf anfassen konnte, war drei Tage vor Verfolgung sicher. Das Anwesen ging vor 1641 an das Domkapitel. Im Zehnthof gründete 1921 der Ehrenbürger Ludwig Schmitt die Winzergenossenschaft.
Die älteste Weinzehnttafel Frankens von 1332/33 schmückt das Torhaus, Inschrift: „ANNO D(OMI)NI MCCC / XXXII DUCENTE (E)T / SEXAGINTA KAR/RATE / VINI AD / HANC CURIAM / PRO DECIMA CE/DEBANT ANNO V/ERO TERCIO DE/INDE SUBSEQU/ENTE / DUODECIM / TANTUM KARAT(E)“.
Wappentafel von 1624 am Torhaus: Domkapitel, Dompropst Konrad Friedrich von Thüngen und Domdekan Georg von Wiesenthau; tiefer von Neustetter gen. Stürmer und von Guttenberg und noch zwei weitere Wappen.
Wenige Jahre ältere Wappentafel am Treppenturm des Hauptgebäudes: Domkapitel, Dompropst Johann Gottfried von Aschhausen, Domdekan Konrad Friedrich von Thüngen; kleine Wappen: von Lichtenstein und von der Tann.

#### Mainbrücke
Die 1913 eingeweihte Mainbrücke war eine rund 200 Meter lange Bogenbrücke mit vier Öffnungen. Der größte Bogen überspannte mit 63 Meter lichter Weite den Main. Die Brücke bestand aus Beton, der mit Muschelkalk verkleidet war. Am 1. April 1945 sprengten deutsche Pioniere das Bauwerk. Ein Wiederaufbau erfolgte nicht. Die Bogenbrücke wurde zu den 100 schönsten Brücken der Welt gezählt. Seit 2012 erinnert eine Gedenktafel an den noch vorhandenen Fundamentresten und einem wiederaufgebauten Geländer der ehemaligen Brückenrampe an die Mainbrücke.

### Kulinarische Spezialitäten
In Randersacker gibt es über 17 selbstvermarktende Weingüter. Unter diesen die Weingüter Störrlein Krenig und Schmitt’s Kinder im Verband Deutscher Prädikatsweingüter.

### Museen
Die Winzer- und Fischerstuben sowie das Steinhauermuseum sind im Mönchshof untergebracht. Dokumentiert werden die über Jahrhunderte wichtigsten Gewerbezweige des Marktes. Besonders anschaulich präsentiert sich das Steinhauermuseum mit seinen alten Gerätschaften und historischen Werkzeugen. Zu besichtigen sind der Nachbau einer Urmeersohle, das Modell eines Derrick-Krans, Skulpturen, Muschelkalkfossilien, ein „Steehawer“-Arbeitsplatz und einige Röhrensteine, die als Exportschlager des 18. und 19. Jahrhunderts bis nach Holland exportiert wurden.

## Sport
- Sportgemeinschaft 1869 Randersacker.[18]

## Wirtschaft und Infrastruktur

### Wirtschaft einschließlich Land- und Forstwirtschaft
Im Jahr 2020 gab es nach der amtlichen Statistik in der Gemeinde 395 sozialversicherungspflichtig Beschäftigte. Von der Wohnbevölkerung standen gleichzeitig 1331 Personen in versicherungspflichtiger Tätigkeit, so dass die Zahl der Auspendler um ca. 900 höher war als die der Einpendler.

### Wirtschaftszweige

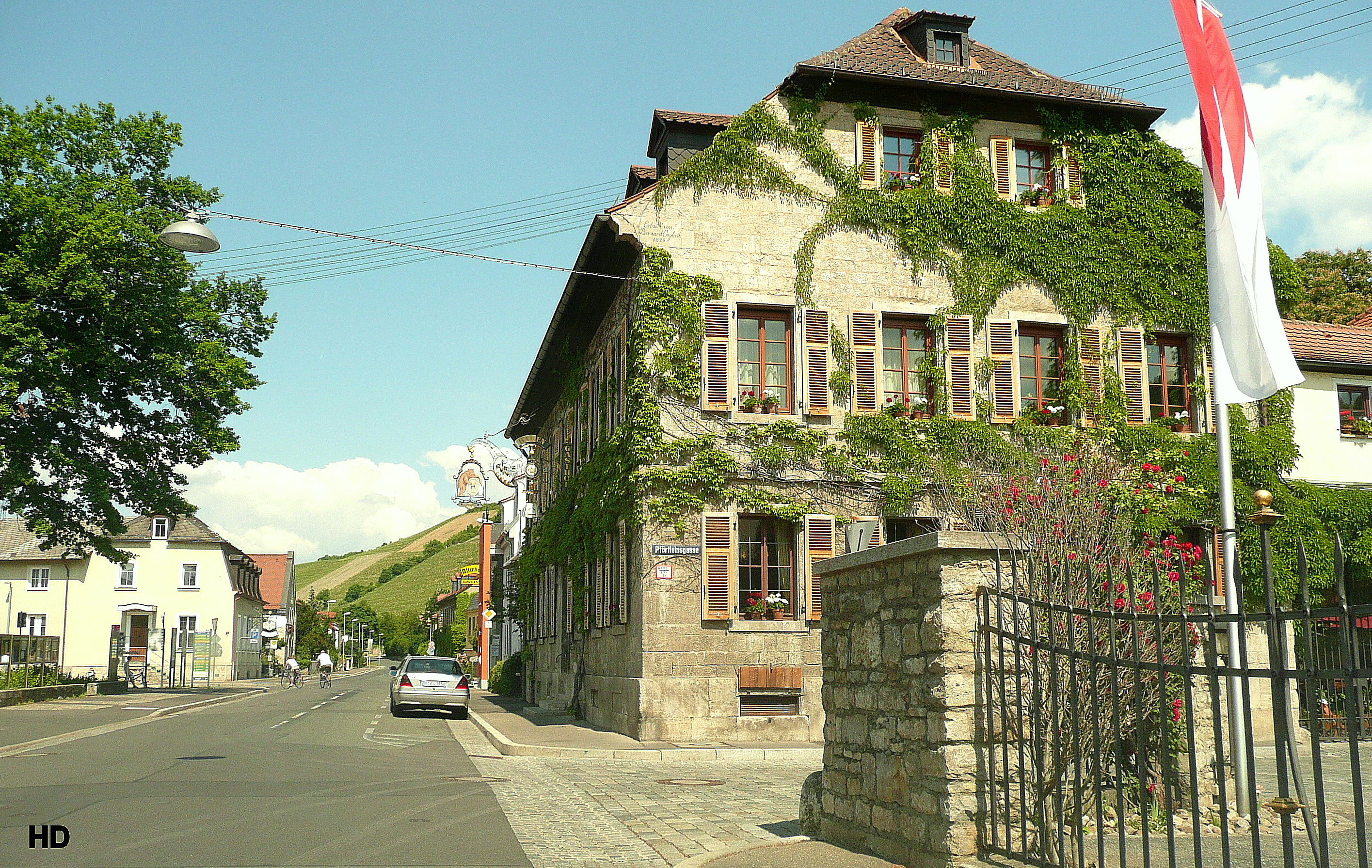
Gasthof in Randersacker

Wichtigste Wirtschaftszweige waren in der Vergangenheit durch Lage im Maintal der Weinbau und die Fischerei. Darüber hinaus gilt Randersacker als Wiege des Muschelkalkabbaus. Bis in die 1950er Jahre war dieses Gebiet die am dichtesten beförderte Steinbruchregion Europas. Durch die Lage am Main konnte Randersacker den besonders festen und daher als Baustein prädestinierten sogenannten 'Quaderkalk' hervorragend vermarkten. Zahlreiche Bauwerke sind aus diesem Baustoff (z. B. Alte Mainbrücke Würzburg, Olympiastadion Berlin).
Durch diesen regional natürlich vorkommenden Rohstoff ist auch die Bildhauerei in Randersacker fest verwurzelt. Viele Häuser weisen auch heute noch die alten Steinmetzzeichen und Skulpturen an den Fassaden auf.

### Weinbau
Heute sind der Weinbau und der Tourismus die wichtigsten Wirtschaftszweige des Marktfleckens. Bekannt sind alle fränkischen Weinlagen des Ortes (von Norden nach Süden): Teufelskeller (28 ha), Pfülben (22 ha), Lämmerberg (15 ha), Marsberg (41,3 ha), Sonnenstuhl (50 ha), Dabug (zum Teil in Lindelbacher Gemarkung, 19,5 ha), sowie die Großlagenbezeichnung „Ewig Leben“, die alle Einzellagen außer Dabug umfasst. Randersacker nennt sich „Premium Weinort“, was angesichts einer unübertroffenen Dichte an Spitzenweingütern und bester geologischer und klimatischer Voraussetzungen für Weine von Weltklasse gerechtfertigt ist.
Erfolge konnten die in Randersacker ansässigen Weingüter auch bei den renommierten Weinwettbewerben der letzten Jahre erzielen:
- Von den Weingütern Störrlein Krenig, Bardorf und dem seit 1712 bestehenden Weingut Schmitt’s Kinder[19] konnten mehrere Titel bei der IWSC in London („Best in Class“) erzielt werden.[20]
- Schmitt’s Kinder wurde als erstes deutsches Weingut überhaupt 2008 und 2009 zweimal in Folge der „German Wine Producer of the Year“ bei dieser inoffiziellen Wein-Weltmeisterschaft (IWSC London)[21]
- Armin Störrlein gewann in Wien bei der awc den Titel „White wine of the year 2009“ mit dem 2007er Randersackerer Sonnenstuhl Weißer Burgunder Großes Gewächs‘.[22]
- Die goldene Rebschere für den besten Silvaner in der Premiumklasse ging 2009 an das Weingut Arnold[23]
- Arnold erhielt auch den Titel Best of Gold 2010 mit einem Silvaner Kabinett trocken.[24]
- Eines der überregional extrem raren Weingüter, das nur durchgegorene, also fast ausschließlich trockene, nicht angereicherte Weine erzeugt, ist das Weingut Trockene Schmitts, eine Fusion der ehemaligen Weingüter Bruno Schmitt und Paul Schmitt.

Seit 2016 gibt es im Martinshof direkt am Kirchplatz gelegen auch eine kleine Kaffeerösterei. Als Besonderheit gilt der Barrique-Kaffee, der durch Lagerung des Rohkaffees in einem Weinfass entsteht, bevor er geröstet wird.

### Verkehr
Bekannt ist Randersacker auch durch die Autobahnausfahrt „Würzburg/Randersacker“ der A 3, die an einem staugefährdeten Autobahnabschnitt liegt und daher häufiger im Verkehrsfunk zu hören ist. Die Mainbrücke der Autobahn wurde in den Jahren 2007 bis 2011 durch einen Neubau ersetzt.
Die Bundesstraße 13 führt nach Fertigstellung der Ortsumgehung im Jahr 2002 zwischen Mainvorland und Altort in landschaftsangepasster Weise an Randersacker vorbei. Auf Höhe Randersacker zweigt von der B13 eine Staatsstraße nach Kitzingen ab.
Randersacker liegt am Fränkischen Marienweg und am Main-Radweg, einem Radfernweg. Im Sommer 2008 erhielt der Main-Radweg als erster deutscher Radweg 5 Sterne vom ADFC. Per Fahrrad lässt sich durch die Anbindung des Main-Radwegs über den Gaubahnweg auch das tauberfränkische Wegenetz bis Rothenburg ob der Tauber erreichen.
Der Main fließt als Bundeswasserstraße an Randersacker vorbei. Die Staustufe Randersacker produziert Strom aus Wasserkraft. Für die wandernden Fische wurde als Steighilfe um diese Staustufe und das Wasserkraftwerk der erste Umgehungsbach des beschifften Main gebaut. Ende 2007 in Betrieb genommen erfolgte die Einweihung am 7. Juli 2008.
Für die Personenschifffahrt gibt es einen Schiffsanleger am Mainparkplatz. ⊙
Ein gewerblicher Güterumschlag ist bei Mainkilometer 256,5 rechts an der Umschlagstelle Beuschlein möglich. ⊙ Diese liegt bereits unterhalb der Staustufe Randersacker an der Haltung Würzburg auf einer Höhe von 169 m ü. NN. Umgeschlagen werden dort hauptsächlich Baustoffe wie Sand, Kies und Schotter.

### Bildung
Im Jahr 2021 gab es in der Gemeinde folgende Einrichtungen:
- drei Kindertageseinrichtungen mit insgesamt 236 genehmigten Plätzen und 216 betreuten Kindern
- eine Volksschule mit fünf Lehrkräften und 101 Schülerinnen und Schülern in fünf Klassen

## Söhne und Töchter
- Jakob Schönheintz (* 15. Jahrhundert), Geistlicher, Arzt und Astrologe.[28]
- Gottfried Behm (1636–1674), Ordensgeistlicher und Astronom
- Sebastian Englerth (1804–1880), Ehrenbürger und Weinbaupionier; Gründer der ersten Weinbauschule Frankens[29] und Züchter der weißen Rebsorte „Bukettraube“.
- Adam Röder (1869–1935), Bürgermeister und Reichstagsabgeordneter, BVP
- Erika Groth-Schmachtenberger (1906–1992), Fotografin und Autorin[30]
- Hans Schädel (1910–1996), Architekt und Dombaumeister[31]
- Herbert Haas (1934–2011), Architekt, Kreisheimatpfleger, Autor und Kommunalpolitiker (ÖDP)
- Marlene Müller-Haas (* 1948), Übersetzerin